# Landkreis Braunschweig
Der Landkreis Braunschweig war bis 1974 ein Landkreis in Niedersachsen. Er war zuletzt 409,74 km² groß und hatte 96.800 Einwohner. In den 1960er Jahren stand er unter den damals sechzig Landkreisen Niedersachsens der Fläche nach nur an Platz 48, der Bevölkerung nach jedoch an achter Stelle.

## Geographie

### Nachbarkreise
Der Landkreis grenzte Anfang 1974 im Uhrzeigersinn im Westen beginnend an die Landkreise Peine, Gifhorn, Helmstedt und Wolfenbüttel sowie an die kreisfreie Stadt Salzgitter. Die seit 1925 kreisfreie Stadt Braunschweig wurde vom Gebiet des Landkreises umschlossen.

### Exklave Thedinghausen
Ein Teil des Landkreises Braunschweig lag aus historischen Gründen (Zugehörigkeit zum Herzogtum bzw. Freistaat Braunschweig als Exklave) etwa 150 km weit von Braunschweig entfernt im Nordwesten: das an der Weser zwischen Bremen und Verden gelegene Gebiet um Thedinghausen und Emtinghausen mit damals knapp 5000 Einwohnern und ca. 63 km². Hier wurden regelmäßig Kreistagssitzungen im damaligen Hotel Braunschweiger Hof abgehalten. Thedinghausen und Emtinghausen gehören seit dem 1. Juli 1972 zum Landkreis Verden. Das Wappen der Gemeinde Thedinghausen und der Samtgemeinde Thedinghausen lehnt sich bis heute an dasjenige des früheren Landkreises Braunschweig an. Die Hauptverkehrsstraße in Thedinghausen trägt bis heute den Namen Braunschweiger Straße nach der ehemaligen Landeshauptstadt und Kreisstadt, außerdem befindet sich hier bis heute eine Geschäftsstelle der ansonsten nur im Braunschweiger Raum tätigen Öffentlichen Versicherung Braunschweig und eine Brunsviga-Apotheke, deren Namen sich auf Braunschweig bezieht.

## Geschichte
Der Kreis entstand 1833 bei der Gliederung des Herzogtums Braunschweig in sechs Kreise.
1850 erfolgte eine Erweiterung des Kreisgebietes dadurch, dass das vorher zum Kreis Holzminden (siehe Geschichte des Landkreises Holzminden) gehörende „Amt Thedinghausen sowohl in Beziehung auf die Rechtspflege als auf die Verwaltung dem Kreis Braunschweig beigelegt“ wurde.
Mit Inkrafttreten der neugefassten Städteordnung des Freistaats Braunschweig schied die Stadt Braunschweig am 1. April 1925 aus dem Kreis aus. Der Landkreis Braunschweig gab 1931 die Gemeinde Veltenhof sowie am 1. April 1934 die Gemeinden Gliesmarode, Lehndorf, Melverode, Ölper, Querum, Riddagshausen und Rühme an die kreisfreie Stadt Braunschweig ab. Im Jahre 1941 wurden im Zuge einer Neuordnung der Ländergrenzen Braunschweigs und Preußens im Rahmen des sogenannten Salzgitter-Gesetzes die Gemeinden Ölsburg und Neuölsburg vom Landkreis Braunschweig in den Landkreis Peine im damaligen Preußen umgegliedert. Gleichzeitig wurde die bis dahin zum Landkreis gehörende Gemeinde Woltorf in die gleichnamige preußische Gemeinde im Landkreis Peine eingegliedert.
Am 1. Juli 1968 schlossen sich die Gemeinden Wendeburg, Wendezelle und Zweidorf zu einer neuen Gemeinde Wendeburg zusammen. Zwei Jahre vor der endgültigen Auflösung des Landkreises Braunschweig erfolgte letztmals eine Veränderung seines Gebietsstandes: Der 122 Jahre zugehörige Kreisteil Thedinghausen wurde am 1. Juli 1972 ausgegliedert und dem Landkreis Verden zugesprochen. Die Gemeinde Essenrode wurde am selben Tag in die neugebildete Einheitsgemeinde Lehre eingegliedert und kam damit zum Braunschweiger Landkreis. Während die Gemeinden des Amtes Thedinghausen dem Landkreis Verden zugeordnet wurden, war Essenrode zuvor eine Gemeinde im Landkreis Gifhorn. Das Amt Thedinghausen bestand zum Zeitpunkt seiner Ausgliederung aus der seit dem 1. Januar 1966 aus den Mitgliedsgemeinden Ahsen-Oetzen, Dibbersen-Donnerstedt (mit den Ortschaften Dibbersen und Donnerstedt), Eißel, Holtorf-Lunsen (mit den Ortschaften Holtorf und Lunsen), Horstedt, Thedinghausen und Werder bestehenden Samtgemeinde Thedinghausen sowie den Gemeinden Bahlum und Emtinghausen.
Am 1. März 1974 wurde der Landkreis Braunschweig aufgelöst. Die Stadt Braunschweig – zuvor bereits Verwaltungssitz des Kragenkreises – wurde Rechtsnachfolgerin des Landkreises. Zu diesem Zeitpunkt gehörten noch zum Gebiet des Landkreises
- die 66 Gemeinden Abbenrode, Alvesse, Beienrode, Bettmar, Bevenrode, Bienrode, Bodenstedt, Bortfeld, Broitzem, Cremlingen, Denstorf, Destedt, Dibbesdorf, Duttenstedt, Erkerode, Essehof, Essinghausen, Flechtorf, Fürstenau, Gardessen, Groß Brunsrode, Groß Gleidingen, Harvesse, Hemkenrode, Hötzum, Hondelage, Hordorf, Klein Brunsrode, Klein Gleidingen, Klein Schöppenstedt, Köchingen, Lamme, Lehre, Liedingen, Lucklum, Mascherode, Meerdorf, Neubrück, Niedersickte, Obersickte, Rautheim, Rüningen, Schandelah, Schapen, Schulenrode, Sierße, Sonnenberg, Sophiental, Stöckheim bei Braunschweig, Thune, Timmerlah, Vallstedt, Vechelade, Vechelde, Veltheim, Völkenrode, Volkmarode, Waggum, Wahle, Watenbüttel, Weddel, Wedtlenstedt, Wendeburg, Wenden, Wendhausen und Wierthe[6] sowie
- die gemeindefreien Gebiete Beienrode, Buchhorst, Essehof I, Essehof II, Essehof III, Meerdorfer Holz, Querum, Sophiental I, Sophiental II und Wendhausen.

Die Ortschaften des aufgelösten Landkreises wurden wie folgt in die Stadt Braunschweig eingemeindet bzw. in die Landkreise Helmstedt, Peine und Wolfenbüttel eingegliedert.
- Karte mit allen verlinkten Seiten:
- OSM |
- WikiMap

| Eingemeindet in die Stadt Braunschweig (1974): |
| 1. Bevenrode 2. Bienrode 3. Broitzem 4. Dibbesdorf 5. Hondelage 6. Lamme 7. Mascherode 8. Rautheim 9. Rüningen 10. Schapen 11. Stöckheim 12. Thune 13. Timmerlah 14. Völkenrode 15. Volkmarode 16. Waggum 17. Watenbüttel 18. Wenden 1. Gemeindefreies Gebiet Buchhorst 2. Gemeindefreies Gebiet Querum |

| Eingegliedert in den Landkreis Helmstedt (1974): |
| in die vergrößerte Gemeinde Lehre (1972): 1. Beienrode 2. Essehof 3. Flechtorf 4. Groß Brunsrode 5. Klein Brunsrode 6. Lehre 7. Wendhausen 1. Gemeindefreies Gebiet Beienrode 2. Gemeindefreies Gebiet Essehof I 3. Gemeindefreies Gebiet Essehof II 4. Gemeindefreies Gebiet Essehof III 5. Gemeindefreies Gebiet Wendhausen |

| in die Stadt Peine: 1. Duttenstedt 2. Essinghausen |

| in die vergrößerte Gemeinde Vechelde: 1. Alvesse 2. Bettmar 3. Bodenstedt 4. Denstorf 5. Fürstenau 6. Groß Gleidingen 7. Klein Gleidingen 8. Köchingen 9. Liedingen 10. Sierße 11. Sonnenberg 12. Vallstedt 13. Vechelade 14. Vechelde 15. Wahle 16. Wedtlenstedt 17. Wierthe |

| in die vergrößerte Gemeinde Wendeburg: 1. Bortfeld 2. Harvesse 3. Meerdorf 4. Neubrück 5. Sophiental 6. Wendeburg 1. Gemeindefreies Gebiet Meerdorfer Holz 2. Gemeindefreies Gebiet Sophiental I 3. Gemeindefreies Gebiet Sophiental II |

| in die Stadt Peine: 1. Duttenstedt 2. Essinghausen |

| in die vergrößerte Gemeinde Vechelde: 1. Alvesse 2. Bettmar 3. Bodenstedt 4. Denstorf 5. Fürstenau 6. Groß Gleidingen 7. Klein Gleidingen 8. Köchingen 9. Liedingen 10. Sierße 11. Sonnenberg 12. Vallstedt 13. Vechelade 14. Vechelde 15. Wahle 16. Wedtlenstedt 17. Wierthe |

| in die vergrößerte Gemeinde Wendeburg: 1. Bortfeld 2. Harvesse 3. Meerdorf 4. Neubrück 5. Sophiental 6. Wendeburg 1. Gemeindefreies Gebiet Meerdorfer Holz 2. Gemeindefreies Gebiet Sophiental I 3. Gemeindefreies Gebiet Sophiental II |

| in die vergrößerte Gemeinde Cremlingen: 1. Abbenrode 2. Cremlingen 3. Destedt 4. Gardessen 5. Hemkenrode 6. Hordorf 7. Klein Schöppenstedt 8. Schandelah 9. Schulenrode 10. Weddel |

| in der Samtgemeinde Sickte: - in die vergrößerte Gemeinde Erkerode: 1. Lucklum 2. Erkerode - in die vergrößerte Gemeinde Sickte: 1. Hötzum 2. Niedersickte 3. Obersickte - die Gemeinde Veltheim (Ohe) |

| in die vergrößerte Gemeinde Cremlingen: 1. Abbenrode 2. Cremlingen 3. Destedt 4. Gardessen 5. Hemkenrode 6. Hordorf 7. Klein Schöppenstedt 8. Schandelah 9. Schulenrode 10. Weddel |

| in der Samtgemeinde Sickte: - in die vergrößerte Gemeinde Erkerode: 1. Lucklum 2. Erkerode - in die vergrößerte Gemeinde Sickte: 1. Hötzum 2. Niedersickte 3. Obersickte - die Gemeinde Veltheim (Ohe) |

| Bereits 1972 in den Landkreis Verden eingegliedert: |
| in der Samtgemeinde Thedinghausen: - in die vergrößerte Gemeinde Emtinghausen: 1. Bahlum 2. Emtinghausen - in die vergrößerte Gemeinde Thedinghausen: 1. Ahsen-Oetzen 2. Dibbersen 3. Donnerstedt 4. Eißel 5. Holtorf 6. Horstedt 7. Lunsen 8. Thedinghausen 9. Werder |

## Einwohnerentwicklung

### Einwohnerzahlen nach jeweiligem Gebietsstand
Der Landkreis wurde 1925 durch das Ausscheiden der Stadt Braunschweig deutlich verkleinert.
| Jahr                                 | Einwohner | Quelle | Zeitleiste |
| ------------------------------------ | --------- | ------ | ---------- |
| 1890                                 | 141.632   | [ 7 ]  |            |
| 1900                                 | 171.813   | [ 7 ]  |            |
| 1910                                 | 191.112   | [ 7 ]  |            |
| Ausgliederung der Stadt Braunschweig |           |        |            |
| 1925                                 | 49.176    | [ 7 ]  |            |
| 1933                                 | 48.891    | [ 7 ]  |            |
| 1939                                 | 43.799    | [ 7 ]  |            |
| 1950                                 | 72.182    | [ 7 ]  |            |
| 1960                                 | 69.900    | [ 7 ]  |            |
| 1970                                 | 93.400    | [ 8 ]  |            |
| 1973                                 | 96.800    | [ 9 ]  |            |

### Einwohnerzahlen nach dem Gebietsstand von 1970
| Jahr     | Einwohner | Zeitleiste |
| -------- | --------- | ---------- |
| 1885     | 32.495    |            |
| 01905(1) | 36.036    |            |
| 1925     | 36.927    |            |
| 1933     | 36.364    |            |
| 1939     | 42.740    |            |
| 1946     | 67.845    |            |
| 1950     | 72.174    |            |
| 1956     | 65.941    |            |
| 1961     | 72.682    |            |
| 1970     | 93.424    |            |

Fußnote
(1) 1905: Es gibt unterschiedliche Einwohnerangaben zu diesem Jahr.

## Politik
In den rund 28 Jahren von 1946 bis zur Auflösung des Landkreises Braunschweig im Jahr 1974 amtierten elf Landräte (davon einer in zwei verschiedenen Zeitperioden) sowie zwei Oberkreisdirektoren.

### Landräte
| Amtszeit von | Amtszeit bis | Name                                      | Bemerkung                                  |
| ------------ | ------------ | ----------------------------------------- | ------------------------------------------ |
| 1851         |              | Carl von Hohnhorst                        |                                            |
| 1857         |              | Adrian Bernhard August Orth               |                                            |
| 1886         |              | Eduard Orth                               |                                            |
| 1895         |              | Conrad Langerfeldt                        |                                            |
| 1913         |              | Robert Boden (Kreisdirektor), Blankenburg |                                            |
| 1914         |              | Paul Rini (Kreisdirektor), Helmstedt      |                                            |
| 1923         |              | Henri Erdmann                             |                                            |
| 1931         |              | Johannes Lieff                            |                                            |
| 1931         |              | Wilhelm Kybitz                            |                                            |
| 1936         |              | Gustav Arendts                            | kommissarisch                              |
| 1938         | 1945         | Friedrich Bergmann, Blankenburg           | [ 2 ]                                      |
| Jan. 1946    | Nov. 1946    | Friedrich Brandes, Wendhausen             |                                            |
| Nov. 1946    | Dez. 1947    | Richard Keye, Rüningen                    |                                            |
| Dez. 1947    | Nov. 1948    | Emil Karcher, Essinghausen                |                                            |
| Dez. 1948    | Dez. 1951    | Wilhelm Fick, Wenden                      |                                            |
| Dez. 1951    | März 1952    | Hans Heldt (FDP), Vechelde                |                                            |
| Juni 1952    | Dez. 1952    | Hans Heldt (FDP), Vechelde                |                                            |
| Dez. 1952    | Dez. 1954    | Martin Elsner (GB/BHE), Volkmarode        |                                            |
| Dez. 1954    | Nov. 1956    | Robert Kugelberg (SPD), Stöckheim         |                                            |
| Nov. 1956    | Apr. 1961    | Richard Lippe, Wendeburg                  |                                            |
| Apr. 1961    | Juni 1963    | Wilhelm Schlüter (SPD), Stöckheim         |                                            |
| Juni 1963    | Okt. 1964    | Martin Elsner, Volkmarode                 |                                            |
| Okt. 1964    | Nov. 1972    | Carl Lauenstein (CDU), Bodenstedt         |                                            |
| Nov. 1972    | Feb. 1974    | Fritz Lau, Stöckheim                      | amtierte bis zur Auflösung des Landkreises |

### Oberkreisdirektoren
- Oktober 1946 bis Januar 1965 Helmut Meyer, Braunschweig
- Februar 1965 bis zur Auflösung des Landkreises Walter Geffers, Braunschweig

## Kfz-Kennzeichen
Am 1. Juli 1956 wurde dem Landkreis (und somit auch der Exklave Thedinghausen) bei der Einführung der bis heute gültigen Kfz-Kennzeichen das Unterscheidungszeichen BS zugewiesen. In der kreisfreien Stadt Braunschweig wird es bis heute ausgegeben.